# Dojrzałość projektowa organizacji
Dojrzałość projektowa organizacji – w teorii zarządzania projektami zdolność organizacji do skutecznego zarządzania projektami.

## Definicje
Inne definicje dojrzałości projektowej organizacji:
- umiejętność właściwego dobierania projektów, których realizacja prowadzi do osiągania celów organizacji (według Project Management Institute)
- poziom rozwoju organizacji pod względem zarządzania projektami lub gotowość organizacji do ich realizowania (według Software Engineering Institute)
- zdolność organizacji do identyfikowania czynników sukcesu projektów i zapobiegania problemom projektowym (według J. Schlichtera)[1].

## Nurty teoretyczne
W ujęciu dojrzałości projektowej organizacji można wyróżnić trzy główne nurty teoretyczne:
- procesowy – definiujący dojrzałość projektową jako zdolność organizacji do realizowania procesów zarządzania projektami oraz dokumentowania, mierzenia i kontrolowania oraz ich ciągłego udoskonalania
- organizacyjny – definiujący dojrzałość projektową jako poziom rozwoju organizacji umożliwiający stosowanie najlepszych praktyk zarządzania projektami lub wrażliwość organizacji w odniesieniu do zarządzania projektami
- kontekstowy – łączący podejście procesowe i organizacyjne, uwzględniający szczególne cechy i potrzeby organizacji[2].

## Historia koncepcji
Koncepcja dojrzałości projektowej organizacji została opracowana w latach 80. XX wieku. Wywodzi się z koncepcji Kompleksowego Zarządzania Jakością (ang. Total Quality Management, TQM), której celem jest zwiększenie skuteczności i efektywności organizacji w wyniku ciągłego doskonalenia procesów i procedur. Początkowo badanie dojrzałości projektowej stosowano w firmach informatycznych pracujących dla armii amerykańskiej, a celem było zmniejszenie liczby błędów w oprogramowaniu i skrócenie czasu realizacji projektów. Pierwowzór współczesnych modeli dojrzałości projektowej stanowi Capabilty Maturity Model opracowany w Software Engineering Institute of Carnegie Mellon University w latach 1986-1993. Koncepcja i modele dojrzałości projektowej są stosowane w przedsiębiorstwach na szerszą skalę od początku lat 2000.

## Badanie dojrzałości projektowej organizacji
Poziom dojrzałości projektowej organizacji badany jest w odniesieniu do danego modelu dojrzałości projektowej. W wyniku badania określony zostaje obecny poziom dojrzałości organizacji oraz obszary zarządzania projektami wymagające usprawnienia. Wdrożenie usprawnień ma na celu podniesienie dojrzałości projektowej organizacji na wyższy poziom. Obecnie na świecie stosowanych jest kilkadziesiąt modeli dojrzałości projektowej organizacji, które zostały opracowane przez firmy konsultingowe, instytuty badawcze (Software Engineering Institute), agendy rządowe (Office of Government Commerce) i organizacje zrzeszające kierowników projektów (Project Management Institute). Najczęściej spotykana jest pięciostopniowa skala dojrzałości organizacji. W modelu Kerznera są to: 
- poziom 1 – wspólny język: organizacja docenia znaczenie zarządzania projektami, jest świadoma konieczności dobrego rozumienia podstaw zarządzania projektami oraz stosowania odpowiedniej terminologii
- poziom 2 – wspólne procesy: organizacja jest świadoma konieczności zdefiniowania i udoskonalenia procesów tak, aby sukces danego projektu był możliwy do powtórzenia w kolejnych projektach
- poziom 3 – pojedyncza metodyka: organizacja docenia efekt synergii występujący w wypadku połączenia wszystkich stosowanych metodyk w jedną, której istotę stanowi zarządzanie projektami; osiągnięty w ten sposób efekt synergii ułatwia kontrolę procesów
- poziom 4 – benchmarking (analiza porównawcza): organizacja jest świadoma, że utrzymanie przewagi konkurencyjnej wymaga doskonalenia procesów; benchmarking musi być prowadzony w sposób ciągły; organizacja musi określić punkt odniesienia i wyznaczyć procesy objęte benchmarkingiem
- poziom 5 – ciągłe doskonalenie: organizacja ocenia informacje uzyskane z benchmarkingu i podejmuje decyzję, czy uwzględni je w stosowanej metodyce[7].

Modele dojrzałości projektowej
- P2MM (PRINCE2 Maturity Model) – opracowany przez Office of Government Commerce
- PMMM (The Kerzner Project Management Maturity Model) – opracowany przez H. Kerznera
- P3M3 (Portfolio, Programme and Project Management Maturity Model) – opracowany przez Office of Government Commerce
- OPM3 (Organizational Project Management Maturity Model) – opracowany przez Project Management Institute[8].